# Château de Santo Stefano
Le château de Santo Stefano, également appelé abbaye de Santo Stefano, est une importante fortification côtière située à l'extérieur de la ville de Monopoli, ville métropolitaine de Bari dans les Pouilles. Tout au long du Moyen Âge, il fut une composante essentielle du système de défense complexe et articulé de la ville de Monopoli.

## Historique
La forteresse se dresse sur une zone connue de l'Antiquité tardive sous le nom de Rocca ou Turris Paola. Les restes d'opus reticulatum dans le sous-sol témoignent de la présence d'un castrum à proximité du même turris Paola, d'un port de l'antique Egnazia.
Il a été fondé en 1086 par Godefroi, comte de Conversano, il a été construit sur une petite péninsule s'avançant entre deux criques qui forment deux petits ports naturels, à savoir les actuelles plages de Santo Stefano et Ghiacciolo. Avec la présence d'un puits pour puiser l'eau souterraine, elle fut le siège d'un monastère de l'Ordre de Saint-Benoît, qui donna son nom à la forteresse en raison de la présence des reliques du saint, puis déménagea le 26 décembre 1365 de Monopoli à Putignano pour les défendre des attaques continues de l'turques et des pirates.
Vers la fin du XIIIe siècle, les Chevaliers de Malte, qui possédaient déjà une domus intra moenia utilisée comme hôpital, afin de mieux contrôler le trafic vers la Terre sainte, décidèrent de s'installer dans l'abbaye et fondèrent le bailliage de Santo Stefano en 1435 et en renforçant l'ancien manoir défensif côtier.
Ils créèrent des douves encore visibles aujourd'hui et rendirent les deux criques à droite et à gauche du monastère-forteresse utiles pour l'accostage. En pratique, l'abbaye-forteresse devenait une escale obligatoire pour les marins de Bari à Brindisi. La présence de deux criques offrait également la possibilité de réparer plusieurs navires en même temps et de leur fournir tout le nécessaire pour entreprendre le voyage vers la Terre sainte. La zone environnante, aux XVIIIe et XIXe siècles, fut incorporée au chapitre de la cathédrale de Monopoli. Avec l'annexion volontaire, l'abbaye avec les terres devint la première ville des Pouilles à passer sous l'administration de la Maison de Bourbon-Siciles. Actuellement, le château appartient à la famille De Bellis, descendants de Saverio De Bellis (it).